# D'Oliphant

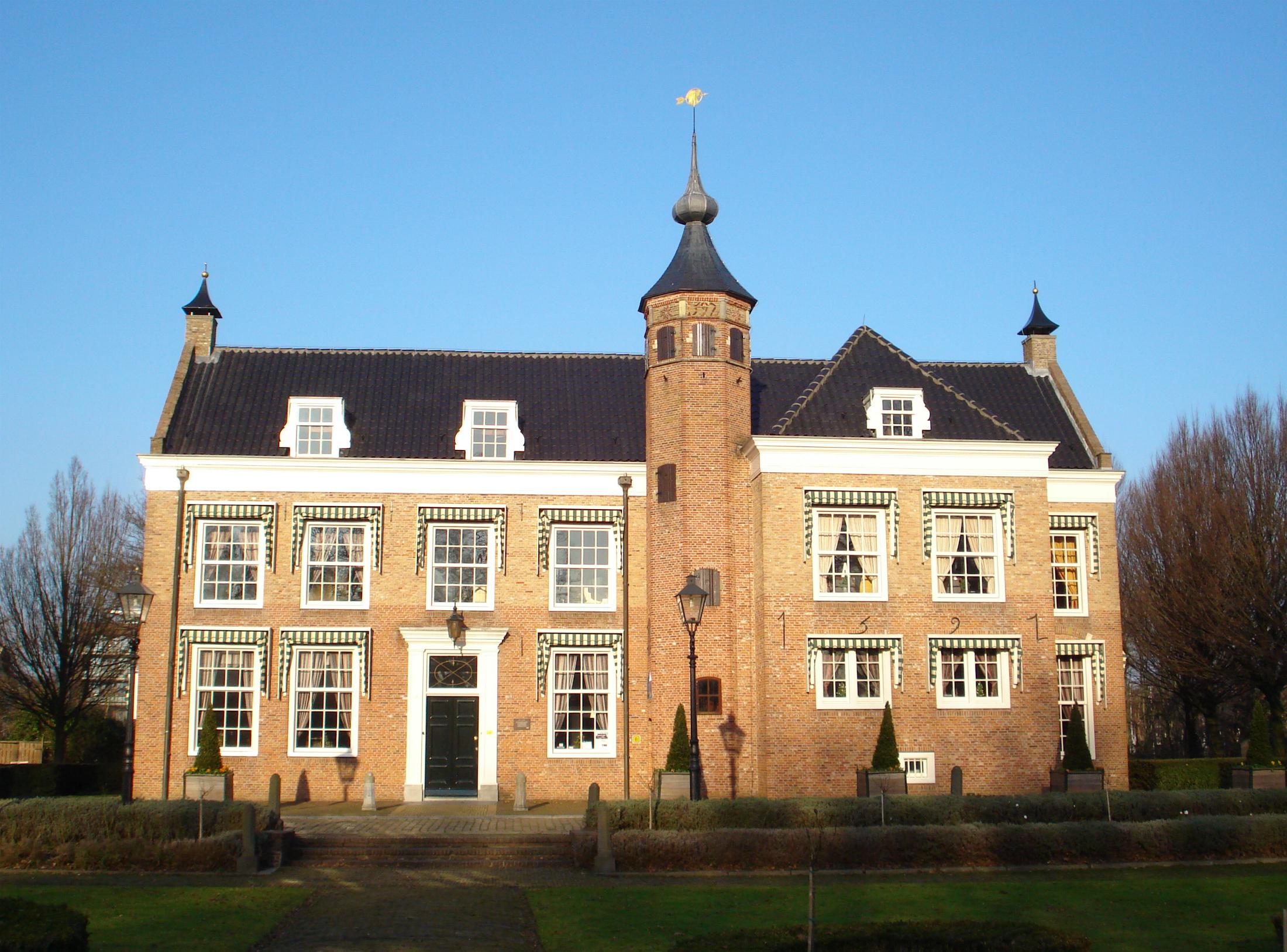
Landhuis D'Oliphant op de huidige locatie

Landhuis D'Oliphant, ook wel geschreven als De Oliphant, werd van 1591 tot 1592 in opdracht van Cornelis van Coolwijk als "boerenbehuizinge" gebouwd bij Nieuwesluis op het eiland Voorne. De achthoekige toren die onderdeel van het landhuis maakte is waarschijnlijk bedoeld om het bouwwerk de allure van een ridderhofstede te geven, en om de suggestie te wekken dat de opdrachtgever tot een oud en edel geslacht behoorde. Het landhuis is in 1975 herbouwd en staat sindsdien aan de Kromme Zandweg 90 in de wijk Charlois in Rotterdam.

## Naam
Cornelis van Coolwijk was actief in de ivoorhandel. Ten tijde van de bouw woonde hij in Delft 'In de Gulden Olyphant', hetgeen eveneens naar de bron van zijn fortuin doet verwijzen. In de gevel van het landhuis werd dan ook een wapen met daarin een olifant met op zijn rug een kasteel opgenomen.

## Historie
Aanvankelijk was het landhuis een pachtboerderij. Pas in 1772 werd het verbouwd tot buitenplaats, om vervolgens in de 19e eeuw de permanente ambtswoning van de burgemeester van Zwartewaal te worden. Ook was enige tijd een melkfabriek in het landhuis gevestigd. 
In het kader van de uitbreiding van het Botlekgebied is ervoor gekozen om D'Oliphant af te breken en elders te herbouwen. In 1975 werd het landhuis in zijn geheel verplaatst van Nieuwesluis aan het Voornse kanaal naar de Rotterdamse wijk Charlois, op de plek van een kort tevoren afgebrande boerderij. Het is het enige gebouw van de buurtschap Nieuwesluis dat bewaard bleef. De rest van Nieuwesluis verdween, evenals Blankenburg aan de andere kant van de Brielse Maas, onder meters zand. 
Het historische pand wordt op Charlois voornamelijk gebruikt voor zakelijke bijeenkomsten en trouwpartijen.
Het landhuis werd in april 1966 aangewezen als rijksmonument.